# ボブ・シューラー
ボブ・シューラー（Bob Schuler）ことロバート・シューラー（Robert Schuler、1943年6月15日 - 2009年6月19日）は、アメリカ合衆国の政治家。共和党所属。

## 経歴
1970年代後半にディアパーク市議会議員として政界入り。1988年から1992年にはシカモア郡区の評議員を務めた。1992年、オハイオ州下院議員に立候補し初当選。4期までという多選制限のため、2000年に下院議員を退き、ミシェル・G・シュナイダーに地盤を引き継いだ。
2002年、任期満了を迎えたリチャード・フィナンの後継としてオハイオ州上院議員に立候補し、当選。2006年に再選されたが、がんのため任期を1年半残した2009年6月に死去した。上院共和党によって、残りの任期を埋めるためにシャノン・ジョーンズが指名された。
J・D・ヴァンスは回顧録『ヒルビリー・エレジー』のなかで、大学在学中にシューラーの下で働いたことを回想している。